# Transversaal vlak

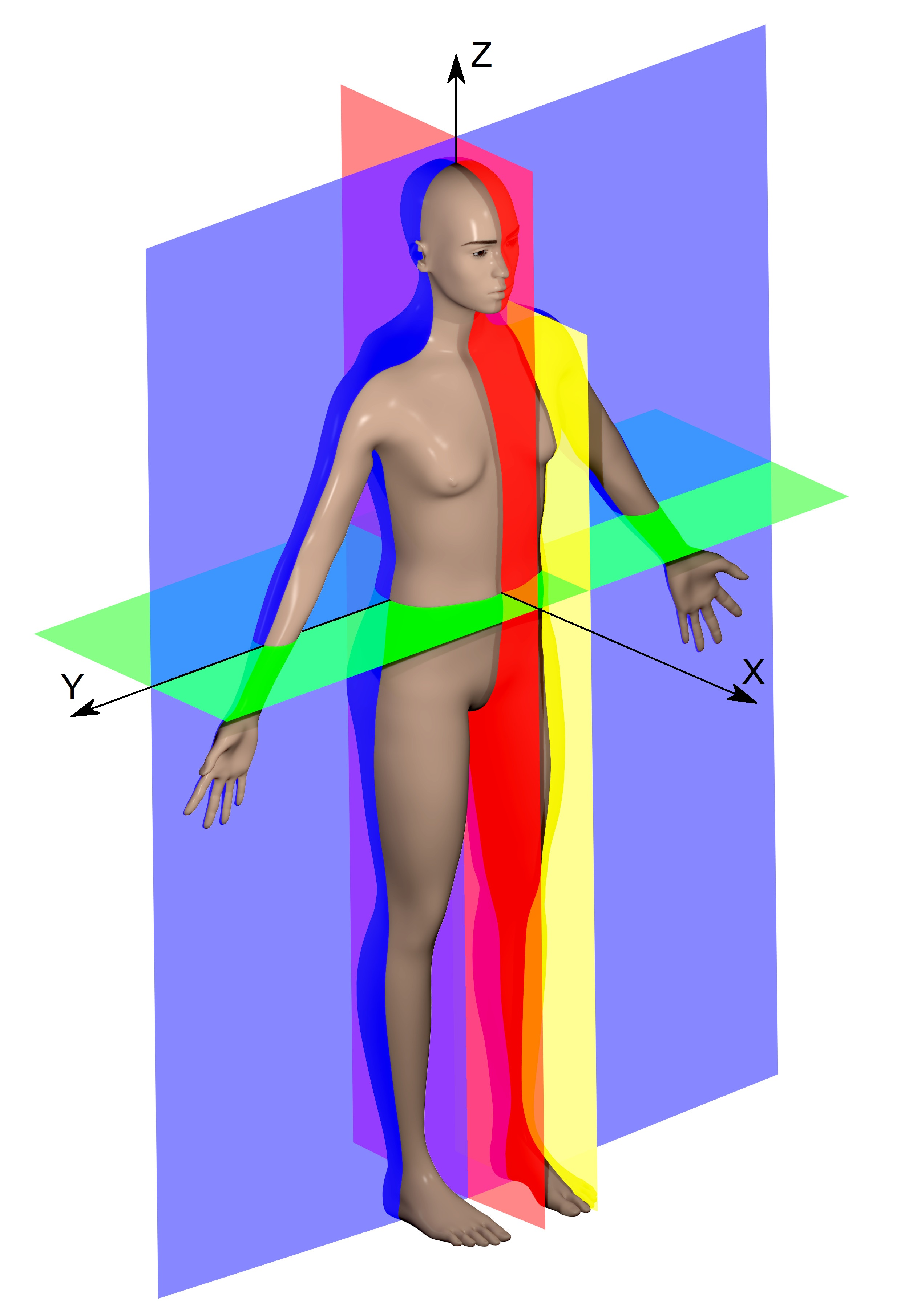
anatomische vlakken
midsagittaal of mediaan vlak
sagittaal vlak
frontaal of coronaal vlak
transversaal vlak

Het transversale vlak of de dwarsdoorsnede is het anatomische vlak dat dwars op de lichaamsas staat. Dit is horizontaal bij de mens en verticaal bij dieren. Bij lichaamsdelen wordt de hoofdas van het lichaamsdeel beschouwd.
Het transversale vlak verdeelt het lichaam van de mens in een boven- en onderkant. Afbeeldingen van het transversale vlak geven het lichaam vanaf de voeten weer. De rechterkant van het lichaam is dan voor de kijkers links in beeld en de voorkant van het lichaam is aan de bovenkant. Dat is in de neurochirurgie vaak omgekeerd, omdat chirurgen bij een craniotomie, een ingreep in de hersenen waarbij de schedel wordt geopend, de hersenen ook zo bekijken.

## Meer betekenissen
Transversaal betekent in het algemeen: dwars.
- De transversale richting in een cirkel is de richting naar het middelpunt van de cirkel of ervan af.
- Een hoektransversaal in een driehoek is een lijn door een van de hoekpunten van die driehoek.
- Transversaliteit heeft in de differentiaaltopologie een eigen betekenis.
- Een transversale golf is een golf waarbij de uitwijking loodrecht op de richting staat waarin de golf zich voortbeweegt.
- Men kan met transversaal ook diachroon bedoelen.

superior · inferior · anterior · posterior 

craniaal · rostraal · caudaal 

proximaal · distaal 

ventraal · dorsaal · lateraal · mediaal
coronaal · sagittaal · mediaan · transversaal 

nasaal · temporaal · occipitaal 

contralateraal · ipsilateraal · bilateraal · unilateraal 

afferent · efferent